# Álex Martínez (actor)
Alex Martínez (Palma de Mallorca, 28 de septiembre de 1991) es un actor español.

## Biografía
Álex Martínez nace el 28 de septiembre de 1991 en Palma de Mallorca. De pequeño quería ser tenista o aviador comercial, pero a los 15 años debuta con un pequeño papel en la serie de la autonómica IB3 Laberint de passions. 
Más tarde, ingresa en la Escuela Municipal de Teatro de Mallorca y a los 18 años se traslada a Madrid para estudiar Interpretación. 
Consigue su primer papel fijo en la serie de Telecinco Tiempo de descuento, renombrada más tarde como Fuera de juego, pero el día de Nochebuena recibe la noticia de que la cadena ha decidido cancelar el proyecto sin emitirlo.
Tras realizar una breve colaboración en la película El juego del ahorcado y apariciones episódicas en series como Doctor Mateo o La pecera de Eva, su primera gran oportunidad le llega al formar parte de las dos últimas temporadas de Física o química.
En la serie de Antena 3 dio vida a 2 personajes, el primero fue un papel pequeño, en la cuarta temporada, específicamente en el capítulo 9; interpretando a Samuel, un adolescente repitente y chulo, que tropieza con Paula (Angy Fernández) y el otro personaje es Salva, un tímido adolescente que se hace pasar por gay para poder estar cerca de la chica de la que está enamorado, personaje que le otorga popularidad entre el público juvenil. En verano de 2011 graba con parte del equipo de FoQ Aula de castigo, miniserie de terror para Internet que tardaría tres años en estrenarse, y se incorpora a la telenovela de época Bandolera como Jairo Flores, un joven rebelde que termina convirtiéndose en cabo de la guardia civil.
Tras el final de Bandolera, a comienzos de 2013, ficha por la segunda temporada de Isabel. En la laureada ficción histórica de TVE se mete en la piel de Boabdil, último emir del Reino nazarí de Granada, papel que le aporta, según sus propias palabras, una mayor madurez a la hora de construir los personajes y que le dio la oportunidad de grabar varias escenas en la Alhambra, lo cual considera una de las experiencias más bonitas que ha vivido trabajando.
Álex piensa que un actor nunca debe abandonar su formación, por lo que en 2014 compaginó sus estudios de Arte Dramático en el Estudio Juan Codina con los rodajes de la película Las ovejas no pierden el tren y del serial Amar es para siempre.
En 2017 graba una escena de la película   Escape Room pero finalmente es recortada del metraje final. La escena se puede encontrar en el DVD de la película.

## Filmografía

### Series
| Año         | Título               | Personaje                       | Director                | Cadena    | Productora           | Notas                     |
| ----------- | -------------------- | ------------------------------- | ----------------------- | --------- | -------------------- | ------------------------- |
| 2020        | Pep                  | Miquel                          | Ferran Bex              | IB3       | Singular Audiovisual | Secundario (8 episodios)  |
| 2017        | Tiempos de guerra    | Román                           | Manuel Gómez Pereira    | Antena 3  | Bambú Producciones   | Secundario (4 episodios)  |
| 2016        | Víctor Ros           | Aitor "Tormenta" Menta          | Daniel Calparsoro       | TVE 1     | New Atlantis         | Secundario (1 episodio)   |
| 2016        | Bajo sospecha        | Rafael "Rafi" Martínez Abad     | Jorge Torregrossa       | Antena 3  | Bambú Producciones   | Secundario (6 episodios)  |
| 2015        | Aula de castigo      | Javier "Javi" Rodríguez         | Carlos Ruano            | Vimeo     | Zampanò Producciones | Principal (6 episodios)   |
| 2014 - 2015 | Amar es para siempre | Francisco Américo Díaz Garcilán | Eduardo Casanova        | Antena 3  | Diagonal TV          | Principal (247 episodios) |
| 2013        | Isabel               | Boabdil el Chico                | Jordi Frades            | TVE 1     | Diagonal TV          | Principal (10 episodios)  |
| 2011 - 2013 | Bandolera            | Jairo Flores                    | Joan Noguera            | Antena 3  | Diagonal TV          | Principal (328 episodios) |
| 2010 - 2011 | Física o química     | Salvador "Salva" Quintanilla    | Javier Quintas          | Antena 3  | Boomerang TV         | Principal (22 episodios)  |
| 2010        | La pecera de Eva     | Ulises Bermejo                  | Rodrigo Sorogoyen       | La Siete  | Isla Producciones    | Secundario (7 episodios)  |
| 2009        | Doctor Mateo         | Germán Orozco                   | Álvaro Fernández Armero | Antena 3  | Notro Films          | Secundario (1 episodio)   |
| 2009        | Yo soy Bea           | Rubén                           | Jon Koldo Berlanga      | Telecinco | Grundy Producciones  | Secundario (3 episodios)  |
| 2006        | Laberint de passions | Nico                            | Pablo Guerrero          | IB3       | BocaBoca             | Secundario (4 episodios)  |

### Cine
| Año  | Título                        | Personaje      | Director                | Notas      |
| ---- | ----------------------------- | -------------- | ----------------------- | ---------- |
| 2019 | Escape Room                   | Futbolista     | Adam Robitel            | Reparto    |
| 2015 | Las ovejas no pierden el tren | Ricardo        | Álvaro Fernández Armero | Secundario |
| 2008 | El juego del ahorcado         | Chico basket 1 | Manuel Gómez Pereira    | Reparto    |

### Teatro
- Bosco. Personaje: Bosco. Sala Intemperie en Madrid. (2018)
- William. Personajes: Pedro, Romeo, Macbeth. Escuela Municipal de Teatro de Mallorca. (2009)

### Otros trabajos
- Voz como Boabdil del documental interactivo de la web de RTVE La conquista de Granada (2013)
- Prologuista del libro Adolescentes. El manual (2013)